# Decarabia
Decarabia ili Carabia, u demonologiji, šezdeset i deveti duh Goecije koji ima zapovjedništvo nad trideset legija duhova. Ima titulu markiza. Spominje se i u djelu Pseudomonarchia Daemonum kao pedeset i drugi demon, ali bez titule.
Pojavljuje se u obliku zvijezde unutar pentagrama, ali može uzeti i ljudski oblik. Poznaje tajne moći dragulja i moći ptica, te ljekovite moći bilja. Uz pomoć ptica prepoznat će egzorcista, jer će ptice pobjeći od takve osobe.